# Розкриття інформації емітентом
Розкриття́ інформа́ції — один із принципів корпоративного управління, відповідно до якого товариство повинно своєчасно та доступними засобами розкривати повну і достовірну інформацію з усіх суттєвих питань, що стосуються товариства, з метою надання можливості користувачам інформації (акціонерам, кредиторам, потенційним інвесторам тощо) приймати виважені рішення. Разом із принципом обмеженої відповідальності, розкриття інформації є також одним із ключових принципів корпоративного права, оскільки воно завжди розглядалось як «ціна, яку сплачують засновники компаній в обмін на обмежену відповідальність, яка захищає їх власне майно від вимог кредиторів створених ними компаній»

## Цілі розкриття інформації
Хоча існує багато причин для розкриття компаніями інформації, наступні три з цих причин є найважливішими. Отже, цілями розкриття є:
- допомогти кредиторам у оцінці ризику
- забезпечити відповідальність керівництва компаніх перед акціонерами і іншими особами
- забезпечити функціонування ринків капіталу

## Основні принципи розкриття інформації
До основних принципів розкриття інформації належать:
- суттєвість
- своєчасність, достовірність та повнота
- вільний доступ до інформації
- зацікавленості емітентів цінних паперів у покращенні інформаційної прозорості
- зручність для користувачів засобів поширення інформації

### Суттєвість
До суттєвої інформації належать відомості про:
а) мету та стратегію товариства;
Крім комерційної мети товариству доцільно розкривати свою кадрову політику, політику в соціальній сфері, у галузі охорони навколишнього середовища тощо. Така інформація може бути корисною для інвесторів та інших користувачів інформації з тим, щоб оцінити засоби, за допомогою яких товариство досягає своєї мети та реалізує стратегію.
б) результати фінансової та операційної діяльності;
Товариство повинно розкривати фінансові звіти за останні три фінансові роки (у складі балансу, звіту про фінансові результати, звіту про рух грошових коштів, звіту про власний капітал та приміток до звітів), перевірені аудитором. Товариство також повинно розкривати оцінку змін у складі та структурі активів за останні три роки, оцінку поточної та перспективної ліквідності активів, аналіз рентабельності товариства тощо. Крім річної товариство повинно розкривати квартальну фінансову звітність.
в) структуру власності та контролю над товариством;
Офіційне розкриття інформації про реальних власників товариства, які володіють значним пакетом акцій, є важливою складовою прозорості товариства. Товариство повинно розкривати інформацію про осіб, які є власниками 5 відсотків та більше акцій товариства. Найкраща міжнародна практика передбачає розкриття інформації не тільки про безпосередніх, а й про опосередкованих власників значних пакетів акцій публічних компаній.
г) посадових осіб органів управління, розмір їх винагороди, володіння акціями товариства;
Товариство повинно розкривати інформацію про посадових осіб органів товариства, що дозволить користувачам оцінити їх досвід, кваліфікацію, незалежність, їх вклад у загальний добробут товариства тощо. Ця інформація повинна включати, зокрема, інформацію про володіння посадовими особами акціями товариства, розмір винагороди (індивідуальної або сукупної), що виплачується цим особам.
ґ) істотні фактори ризику, що впливають на діяльність товариства;
Товариство повинно розкривати інформацію про істотні фактори ризику, які можуть вплинути на фінансовий стан та результати господарської діяльності товариства в майбутньому і які можна з достатньою мірою впевненості спрогнозувати. До таких факторів ризику можуть відноситись фактори, які пов'язані з функціонуванням певної галузі економіки, фінансових ринків, рівнем відсоткової ставки, а також фактори, які впливають на конкретне товариство, зокрема, пов'язані з забезпеченням сировиною, ринками збуту, потенційною відповідальністю за порушення законодавства про охорону навколишнього середовища тощо.
д) дотримання товариством Принципів корпоративного управління.
Застосування товариством принципів ефективного корпоративного управління є важливим показником стану корпоративного управління в товаристві та проявом поваги товариства до прав та законних інтересів акціонерів та інвесторів. У зв'язку з цим товариство повинно розкривати у складі річного звіту інформацію про дотримання протягом звітного періоду цих Принципів. У разі їх недотримання товариство повинно надати обґрунтоване пояснення цього.

### Способи забезпечення розкриття інформації
Розкриття товариствами інформації забезпечується:
1) розкриттям емітентами регулярної, особливої інформації та інформації про іпотечні цінні папери на фондовому ринку;
2) поданням товариствами і фізичними особами-підпрємцями державному реєстратору інформації і документів і оприлюденням реєстратором цієї інформації у державному реєстрі юридичних осіб та фізичних осіб-підприємців;
3) обов'язковим розміщенням публічними акціонерними товариствами інформації на власних вебсторінках.

#### Розкриття інформації через єдиний державний реєстр юридичних осіб та фізичних осіб-підприємців
Див. основну статтю Єдиний державний реєстр юридичних осіб та фізичних осіб-підприємців
На відміну від розкриття інформації на фондовому ринку, яке здійснюється емітентами цінних паперів, цей вид розкриття стосується будь-якої юридичної особи (включаючи емітентів), а також фізичних осіб-підприємців. Розкриття здійснюється у два етапи:
- на першому етапі компанія або підприємець подає інформацію державному реєстратору (інформація подається у вигляді заповнення (або внесення змін до) реєстраційної картки, яка зберігається в архіві державного реєстратора, або у вигляді подачі державному реєстратору оригіналів документів);

- на другому етапі державний реєстратор вносить отриману інформацію до реєстру і публікує її у друкованому виданні — Бюлетені державної реєстрації протягом 10 робочих днів з моменту внесення запису до реєстру.

Отримання інформації з реєстру здійснюється шляхом подання письмового запиту до державного реєстратора і є платним. Отримання інформації через мережу Інтернет не передбачено.